# Episodi di Kommissar Freytag (seconda stagione)
La seconda stagione della serie televisiva Kommissar Freytag è stata trasmessa in anteprima in Germania tra il 17 luglio 1964 e il 22 gennaio 1965.
| nº | Titolo originale               | Titolo italiano | Prima TV Germania | Prima TV Italia |
| -- | ------------------------------ | --------------- | ----------------- | --------------- |
| 1  | Der Schatten                   | inedito         | 17 luglio 1964    | inedito         |
| 2  | Grauer Wollhandschuh links     | inedito         | 14 agosto 1964    | inedito         |
| 3  | Ein schwarzer Germane          | inedito         | 28 agosto 1964    | inedito         |
| 4  | Damals in Leverkusen           | inedito         | 11 settembre 1964 | inedito         |
| 5  | Sechs Pfund süsse Träume       | inedito         | 25 settembre 1964 | inedito         |
| 6  | Feuer, Wasser, Kohle           | inedito         | 9 ottobre 1964    | inedito         |
| 7  | Hunde, die bellen...           | inedito         | 23 ottobre 1964   | inedito         |
| 8  | Briefe aus Sydney              | inedito         | 6 novembre 1964   | inedito         |
| 9  | Am Abgrund                     | inedito         | 20 novembre 1964  | inedito         |
| 10 | Die Augenzeugin                | inedito         | 4 dicembre 1964   | inedito         |
| 11 | Achtung - Reifenstecher        | inedito         | 18 dicembre 1964  | inedito         |
| 12 | Nachtleerung null Uhr dreissig | inedito         | 8 gennaio 1965    | inedito         |
| 13 | Hundert Limousinen             | inedito         | 22 gennaio 1965   | inedito         |